# Mur (Marvel Comics)
Pour les articles homonymes, voir Mur (homonymie).
Louis Hamilton, alias le Mur (« Stonewall » en VO) est un super-vilain évoluant dans l'univers Marvel de la maison d'édition Marvel Comics. Créé par le scénariste Chris Claremont et le dessinateur Alan Davis, le personnage de fiction apparaît pour la première fois dans le comic book Uncanny X-Men #215 en mars 1987.
Par la suite, un autre personnage portant le nom de Stonewall, Jerry Sledge, apparaît dans The Mighty Avengers #13 en juillet 2008, créé par le scénariste Brian Michael Bendis et le dessinateur Alex Maleev.

## Biographie du personnage

### Origines et parcours
Louis Hamilton est un mutant, vétéran de la Seconde Guerre mondiale. Tout comme ses amis Estoc (Super Sabre (en) en VO) et le Commando pourpre, le trio lutta ensuite contre la montée du communisme pendant la guerre froide, jusqu'à ce que le gouvernement américain ne mette fin à leur contrat.
Déçus, ils devinrent des justiciers et combattirent le crime à New York de manière expéditive (« chassant » les voyous à travers la ville). Ils se livrèrent finalement aux autorités et acceptèrent de rejoindre la Freedom Force, une équipe gouvernementale. Pendant cette période, ils se retrouvèrent parfois opposés aux X-Men.

### Mort
Le Mur fit partie de l'expédition envoyée défendre l'île de Muir contre les Reavers. Il fut tué par Donald Pierce en protégeant Mystique.

## Pouvoirs et capacités
Le Mur était un mutant dont la physiologie lui octroyait une grande force physique et une résistance incroyable aux attaques physiques et cinétiques. Il pouvait recevoir des coups portés par Malicia ou le Colosse sans broncher.
En complément de ses pouvoirs, c'était aussi un excellent combattant qui, dans le civil a reçu une formation d'avocat.